# Tōjō Misao
Tōjō Misao (japanisch 東条 操; geboren 14. Dezember 1884 in Tokio; gestorben 19. Dezember 1966 ebenda) war ein japanischer Dialektforscher.

## Leben und Wirken
Tōjō Misao studierte das Fach Japanische Literatur an der kaiserlichen Universität Tokio und machte 1910 seinen Abschluss. Er wurde Professor an der „Höheren Pädagogischen Schule Hiroshima“ (広島高等師範学校, Hiroshima kōtō shihan gakkō), der Vorläufereinrichtung der heutigen Universität Hiroshima, dann an der Gakushūin-Universität. Schließlich wurde er Dozent an seiner Alma Mater. Er legte den Grundstein zur wissenschaftlichen Erforschung japanischer Dialekte und bekleidete dabei eine Führungsposition. Hauptsächlich basierend auf Dialektdokumenten aus verschiedenen Regionen führte er landesweite Recherchen durch und entwickelte eine Theorie der Dialektaufteilung. 1957 wurde er mit der staatlichen Ehrenmedaille ausgezeichnet.
Zu Tōjōs Veröffentlichungen gehören
- „Nantō hōgen shiryō“ (南島方言資料) – „Materialien zum Dialekt der südlichen Inseln Japans“ 1923,
- „Nihon hōgen chizu – kokugo no hōgenkukaku“ (日本方言地図　国語の方言区画) – „Karte der japanischen Dialekte – Einteilung der japanischen Sprach in  Dialekte“ 1927,
- „Hōgen to hōgen-gaku“ (方言と方言学) – „Dialekte und Dialektkunde“ 1938 und anderes.

Unter Mitwirkung von Ōiwa Masanaka (大岩 正仲; 1909–1972) publizierte er 1951 das
- „Zenkoku hōgen jiten“ (全国方言辞典) – „Nationales Dialekt-Wörterbuch“.

Ein weiteres Werk ist 
- „Hyōjun-go hikiwake-rui hōgen jiten“ (標準語引分類方言辞典) – etwa „Standardlexikon klassifizierter Dialekte“ aus dem Jahr 1951.

Die „Forschungsgesellschaft für Dialekte des Japanischen“ (日本方言研究会, Nihon hōgen kenkyūkai) publizierte ein Werk zum Leben und Wirken Tōjōs, das 1990 mit dem Shinmura-Izuru-Preis ausgezeichnet wurde.